# Lars Laurin

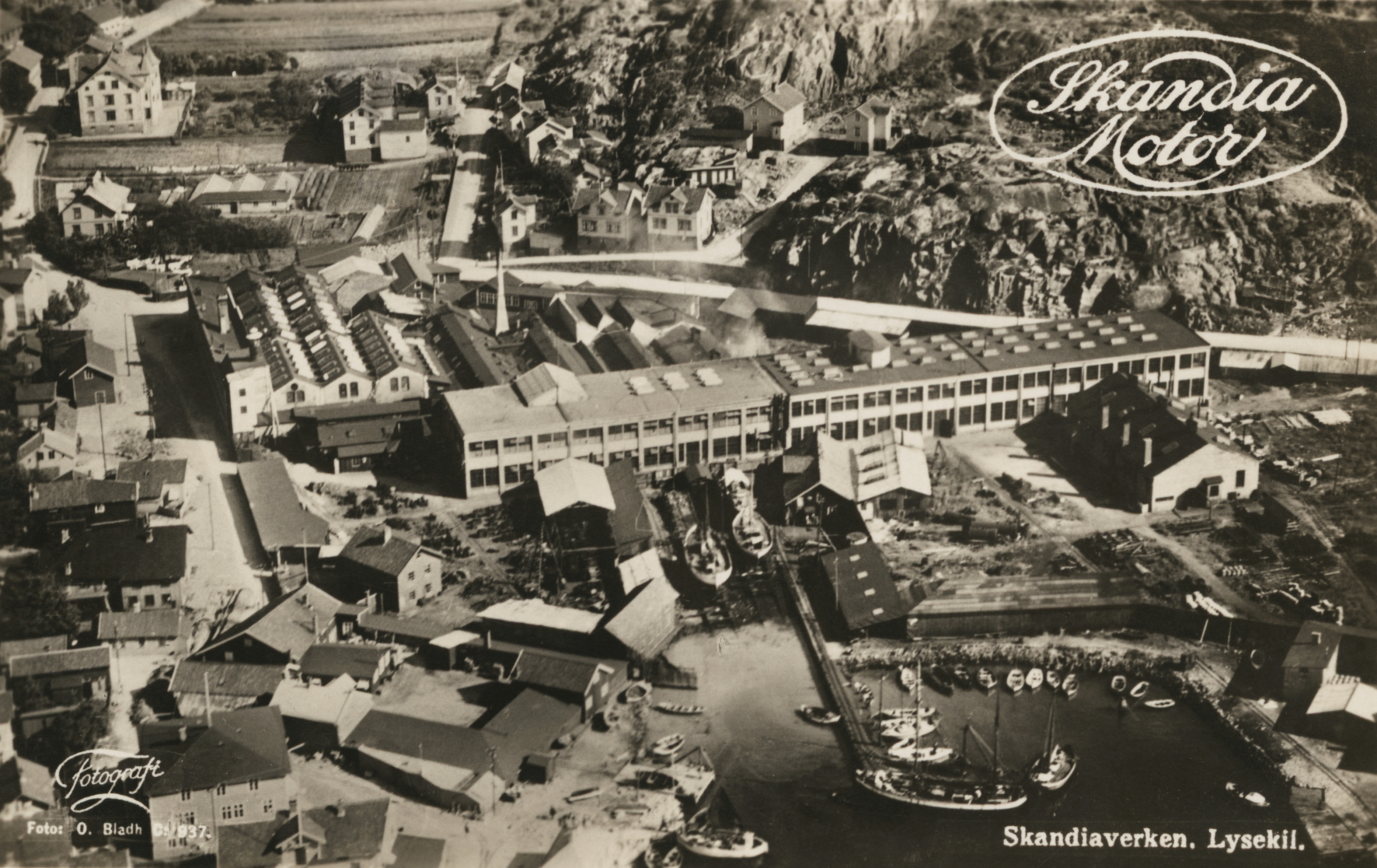
Flygfoto av Skandiaverken under 1920-talet

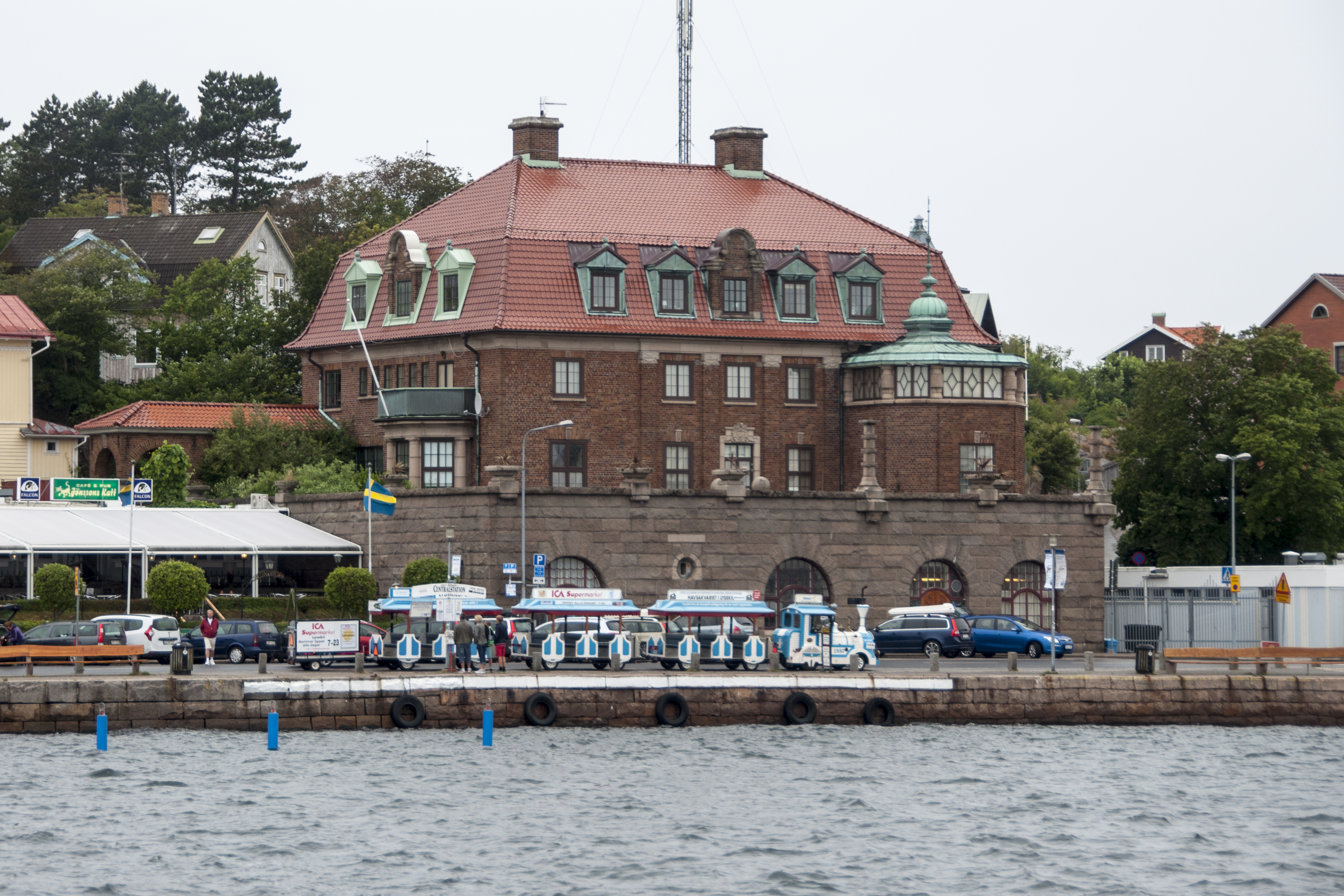
Laurinska villan i Lysekil. Uppförd 1920 enligt arkitekten Hjalmar Zetterströms ritningar

Lars Laurentius Laurin, född 12 februari 1869 i Grundsund i Bohuslän, död 3 februari 1955 i Johannebergs församling i Göteborg, var en svensk entreprenör och båtmotorkonstruktör.
Lars Laurin grundade år 1899 Lysekils Mekaniska Verkstad i Norra Hamnen i Lysekil tillsammans med sin svåger Karl Forsström. Huvudsakligen sysslade företaget med reparationer och tillverkning av egenkonstruerade maskiner för konservindustrin. Viss tillverkning av cyklar förekom också.
Våren 1902 var den första båtmotorn, en fyra hästkrafters tändkulemotor klar för leverans till Svenska Hydrografisk-Biologiska Kommissionen på Stora Bornö. Laurin såg ägarna av västkustens fiskefartyg som en självklar kundgrupp. Fiskarna var dock inledningsvis ointresserade av nymodigheten: bullret skulle skrämma bort fisken. Dock lyckades Laurin övertala fiskelaget Korpen från Smögen att gratis prova en motor 1903. Fiskarna övertygades och redan 1904 var orderlistan på motorer lång. År 1912 lämnar Forsström företaget.
År 1920 bytte företaget namn till Skandiaverken. År 1923 fick företaget ekonomiska problem och Laurin lämnade företaget och bosatte sig i Göteborg. Där fortsatte Laurin att utveckla maskiner för konservindustrin.
Tändkulemotorer tillverkades på Skandiaverken till 1966.